# 白羽玲子
白羽 玲子（しらは れいこ、1978年（昭和53年）7月16日 - ）は、日本の元タレント・歌手。東京都出身。かつての所属事務所はケイダッシュ。

## 来歴・人物
キックボクシング選手として、真空飛び膝蹴りで一世風靡した沢村忠の娘として生まれる。
バラエティ番組『桜っ子クラブ』での女性アイドルグループ「桜っ子クラブさくら組」を経て、ソロ歌手として活動していた。

## 出演

### バラエティ番組
- 桜っ子クラブ（テレビ朝日）
- はなきんデータH（テレビ朝日）
- 汐留スタイル!（日本テレビ）
- 大人のコンソメ（テレビ東京）
- 愛のエプロン（テレビ朝日）
- 踊る!さんま御殿!!（日本テレビ）

### テレビドラマ
- 毎度ゴメンなさぁい（TBS）
- 年下の男（TBS）

### CM
- 日清食品『チキンラーメンどんぶり』
- 小林製薬『素焼きコロンミニチュアランド』
- バンダイ『タッチパネル電子手帳』
- 北海道電力
- 福武書店（現ベネッセコーポレーション）『進研ゼミ』
- カルビー『ポテトチップス』
- 日本マクドナルド『バリューセット』
- 資生堂『マシェリ透明ヘアマニキュアミスト』
- キヤノン販売（現キヤノンマーケティングジャパン）『ピクサス』
- 青森りんご対策協議会『青森りんご』
- ボーダフォン（現ソフトバンクモバイル）

## ディスコグラフィ

### シングル
- ふりむかないで（2002年7月24日発売／VPCA-20899）沢村玲子 名義
- ラブレター（2005年2月23日発売／TECH-10040）
  - テレビ朝日金曜ナイトドラマ『特命係長 只野仁』エンディングテーマ。
- 愛はかげろう（2005年9月21日発売／TECH-10071）
  - 雅夢の同曲のカバー。
  - フジテレビ系『志村けんのだいじょうぶだぁII』2005年10,11月エンディングテーマ。